# 오감충전! G1이 좋다
《오감충전! G1이 좋다》는 2013년 5월 24일부터 2018년 3월 30일까지 매주 금요일마다 방송했던 G1방송의 정보 프로그램이다.

## 진행
- 유해인, 유한솔, 이윤정

## 같이 보기
- G1 뉴스라인
- G1 뉴스 (1010)
- 뉴스퍼레이드 강원
- G1 8 뉴스